# Fred Solovi
Fred Solovi (ur. 9 marca 1966) – samoański zapaśnik walczący w stylu wolnym. Olimpijczyk z Seulu 1988, gdzie zajął siedemnaste miejsce w wadze ciężkiej.

## Letnie Igrzyska Olimpijskie 1988
| Konkurencja | Rundy eliminacyjne     | Rundy eliminacyjne      | Klas. końcowa |
| Konkurencja | Przeciwnik I           | Przeciwnik II           | Miejsce       |
| ----------- | ---------------------- | ----------------------- | ------------- |
| -100 kg     | Leri Chabiełow (URS) P | Floriano Spiess (BRA) P | 17.           |